# 오이카와촌 (가나가와현)
오이카와촌(일본어: 及川村)은 일본 가나가와현의 중앙부에 위치했던 아이코군의 촌이다.
1946년 6월 1일에 다나사와촌, 시모카와이리촌, 산다촌, 쓰마다촌과 합병해 무쓰아이촌이 되었다.

## 역사
- 1889년 4월 1일 - 정촌제 시행에 의해 아이코군 쓰마다촌이 성립하였다.
- 1946년 6월 1일 - 다나사와촌, 시모카와이리촌, 산다촌, 쓰마다촌과 합병해 무쓰아이촌이 성립하여, 동일 오이카와촌은 폐지되었다.

## 참고 문헌
- 角川日本地名大辞典編纂委員会,『角川日本地名大辞典 神奈川県』1984, 角川書店